# Asha Miró

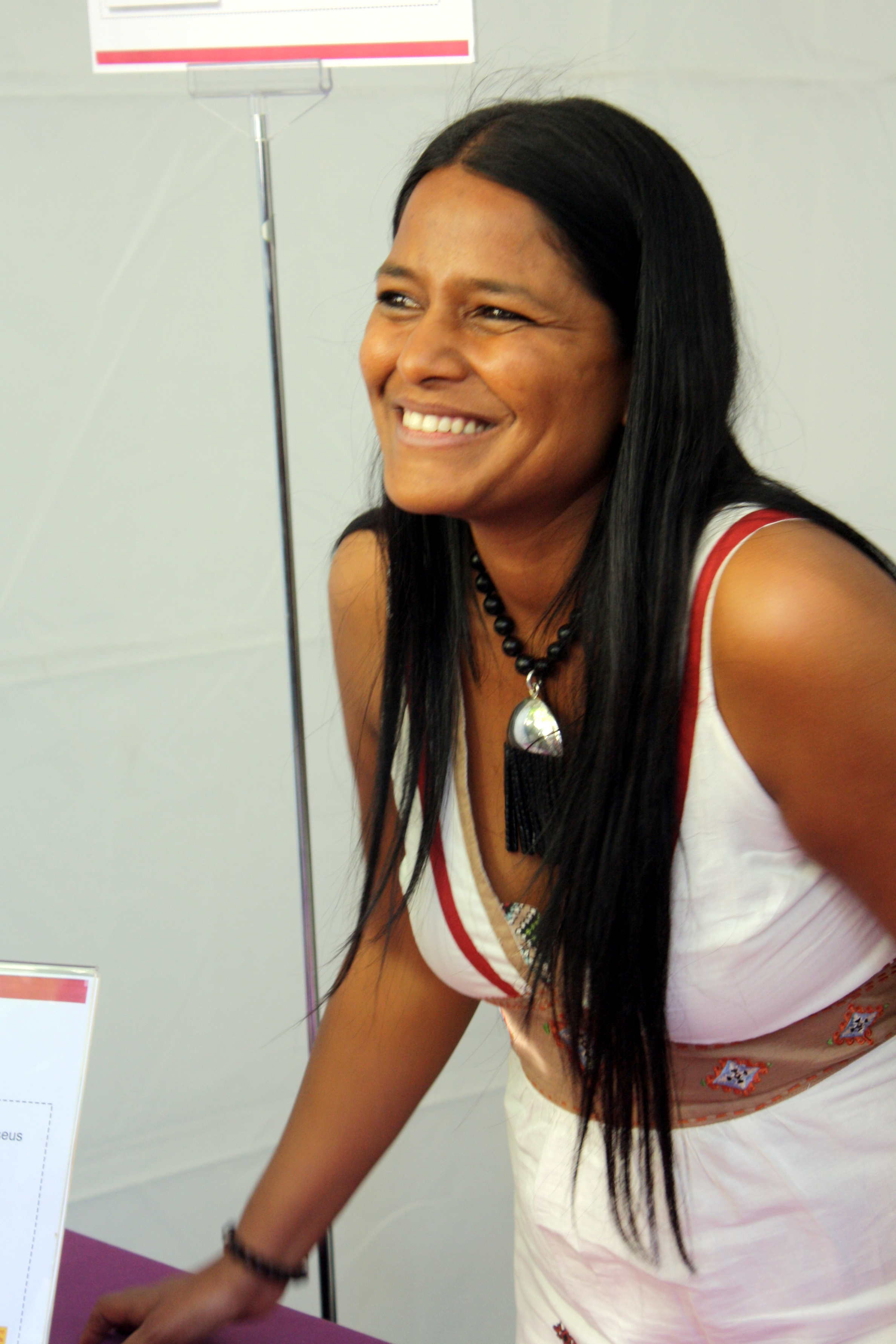
Asha Miró (2009).

Asha Maria Miró Vega (* 1967 in Shaha, Indien) ist eine spanische Autorin und Fernsehmoderatorin indischer Abstammung.

## Biographie
Ihre frühe Kindheit verbrachte sie in Waisenhäusern in Mumbai. 1974 wurde sie von einer katalanischen Familie adoptiert und lebt seitdem in Barcelona. Nach dem Studium in der katalanischen Metropole unterrichtete sie in Grundschulen Musik von 1989 bis 2001. Sie arbeitete in verschiedenen Freiwilligenprojekten in Indien, Ruanda und Mexiko und engagiert sich für interkulturelle Verständigung sowie als Expertin für Adoptionen. Außerdem moderiert sie im spanischen Fernsehen Kindersendungen und gab die Vorlage zu der von Casa Asia geplanten Cartoon-Serie Asha.
Die Adoption und ihre beiden ersten Reisen nach Indien hat sie in zwei Büchern beschrieben, welche auch als Fernsehdokumentation verfilmt wurden. Ihre Erfahrungen inspirierten Miró außerdem zur Veröffentlichung von Kinderbüchern. Sie alle sind mittlerweile, nachdem sie in Spanien zu Bestsellern wurden, aus dem Katalanischen in viele weitere Sprachen übersetzt worden.

## Werke (Originaltitel in Katalanisch)
- Tochter des Ganges. Eine junge Frau auf den Spuren ihrer Kindheit in Indien („La filla del Ganges“). Lübbe-Verlag, Bergisch Gladbach 2005, ISBN 3-404-61573-5. (Asha Miró erzählt von ihrer bewegenden Rückkehr nach Indien im Alter von 27 Jahren und blickt zurück auf ihre Kindheit im Waisenhaus und die Adoption).
- Les dos cares de la lluna. 3. Aufl. Editorial Lumen, Barcelona 2004, ISBN 84-264-1427-3. (einige Jahre später besucht sie ein zweites Mal Indien und bringt dort mehr über ihre Vergangenheit in Erfahrung).
- Els quatre viatgers. La Magrana, Barcelona 2003, ISBN 84-8264-491-2. (Bilderbuch für Kinder. Vier Kinder aus verschiedenen Ländern finden durch Adoption neue Familien).
- Els quatre viatgers a l'aquari. La Magrana, Barcelona 2004, ISBN 84-7871-211-9. (Bilderbuch für Kinder. Vier Kinder erkunden ihre kulturellen Unterschiede).

## Filmographie
- Retorno a India, ausgestrahlt im katalanischen Fernsehen bei TV3